# ヘンリー・ノエル (第6代ゲインズバラ伯爵)
第6代ゲインズバラ伯爵ヘンリー・ノエル（英語: Henry Noel, 6th Earl of Gainsborough、1743年 – 1798年4月8日）は、イギリスの貴族。

## 生涯
第4代ゲインズバラ伯爵バプティスト・ノエルとエリザベス・チャップマン（Elizabeth Chapman、1707年頃 – 1771年12月13日、ウィリアム・チャップマンの娘）の息子として、1743年に生まれた。1753年から1757年までイートン・カレッジで教育を受けた後、1761年7月6日にケンブリッジ大学キングス・カレッジに入学、同年にM.A.の学位を修得した。
1759年5月27日に兄バプティストが死去すると、ゲインズバラ伯爵の爵位を継承した。貴族院では1789年の摂政法案で与党を支持した。
1798年4月8日に生涯未婚のまま死去、エクストンで埋葬された。後継者がおらず、爵位は全て断絶、遺産は姉妹ジェーンの息子第2代準男爵サー・ジェラード・ノエル・エドワーズが継承した。